# Alimata Dosso
 (juillet 2022).
Si vous disposez d'ouvrages ou d'articles de référence ou si vous connaissez des sites web de qualité traitant du thème abordé ici, merci de compléter l'article en donnant les références utiles à sa vérifiabilité et en les liant à la section « Notes et références ».
Alimata Dosso, née le 16 février 1979 à Abidjan, est une joueuse de handball internationale de Côte d'Ivoire.

## Parcours
Alors qu'elle participe à un tournoi avec l'équipe nationale junior de Côte d'Ivoire, elle est repérée par l'AS Bondy et rejoint la France
De l'AS Bondy au Toulouse Féminin Handball entre 1997 et 2009,, elle évolue pendant douze saisons en D1 et joue deux matchs en Coupe d'Europe avec le Mérignac Handball.
Avec l'équipe nationale ivoirienne, elle connait plus de 200 sélections avec notamment une médaille d'or au Championnat d'Afrique des nations 1996 au Bénin[réf. nécessaire] et une médaille d'argent au Championnat d'Afrique des nations 2008.

## Palmarès

### En équipe nationale
Championnats du monde
- 14e place au Championnat du monde 1997 en Allemagne[5]
- 21e place au Championnat du monde 2003 en Croatie[6]
- 18e place au Championnat du monde 2009.
- 16e place au Championnat du monde 2011.

Compétitions continentales
- Médaille de bronze aux Jeux africains de 2007 à Alger
- Médaille d'argent au Championnat d'Afrique des nations 2008.